# Indianapolis Colts
Gli Indianapolis Colts sono una squadra professionistica di football americano della National Football League (NFL) con sede ad Indianapolis, nell'Indiana. Competono nella South Division della American Football Conference e dal 2008 disputano le loro gare casalinghe al Lucas Oil Stadium.
I Colts nacquero a Baltimora come Baltimore Colts nel 1953 e furono una delle tre squadre ad essere spostate nella AFC dopo la fusione tra AFL e NFL nel 1970. Mentre giocava a Baltimora, la squadra raggiunse i play-off dieci volte e vinse tre campionati NFL, nel 1958, 1959 e 1968. I Colts inoltre si qualificarono due volte per il Super Bowl, perdendo contro i New York Jets nel Super Bowl III e battendo i Dallas Cowboys nel Super Bowl V. La franchigia si trasferì a Indianapolis nel 1984, qualificandosi da allora sedici volte ai play-off, vincendo due finali di conference e arrivando due volte al Super Bowl, vincendo il Super Bowl XLI contro i Chicago Bears nel 2006, il loro titolo più recente.
Al 2024, secondo la rivista Forbes, il valore dei Colts è di circa 4,8 miliardi di dollari, venticinquesimi tra le franchigie della NFL.

## Storia

### 1953–1983: l'era Baltimora

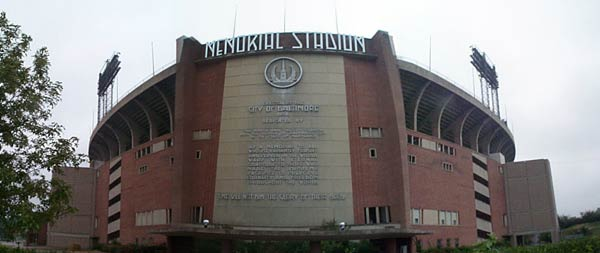
Il Memorial Stadium, casa dei Baltimore Colts fino al 1983.

In seguito alla fine della seconda guerra mondiale, fu fondata la lega di football professionistica conosciuta come All-America Football Conference (AAFC), che prese il via con la prima stagione nel 1946. La stagione seguente la franchigia precedentemente assegnata a Miami, i Miami Seahawks, fu trasferita a Baltimora, principale centro commerciale e manifatturiero del Maryland. A seguito di un concorso la franchigia venne rinominata Baltimore Colts, coi colori societari argento e verde. I Colts giocarono le successive tre stagioni nella AAFC, prima che la lega venne fusa con la vecchia National Football League (dal 1920-22 al 1950), quando la NFL fu riorganizzata. I Baltimore Colts furono una delle tre squadre più forti della AAFC che si unirono alla NFL; le altre due erano i San Francisco 49ers ed i Cleveland Browns. I Colts, nonostante le finanze e la proprietà instabili, si trovarono a competere nella lega professionistica di football americano più importante, anche se vi giocarono solo una stagione; la franchigia fu sciolta nel 1950.
Nel 1953, un gruppo con sede a Baltimora, fortemente sostenuto dall'amministrazione cittadina e da un gran numero di tifosi possessori di abbonamenti stagionali, con a capo Carroll Rosenbloom, ottenne i diritti per una nuova franchigia della National Football League in città. A Rosenbloom fu concesso quel che restava dei Dallas Texans, che a loro volta ebbero una storia lunga e tortuosa: fondati nel 1944 come Boston Yanks, che successivamente si fusero coi Brooklyn Tigers, precedentemente noti come Dayton Triangles, fondati nel 1913, ancor prima della creazione della NFL.

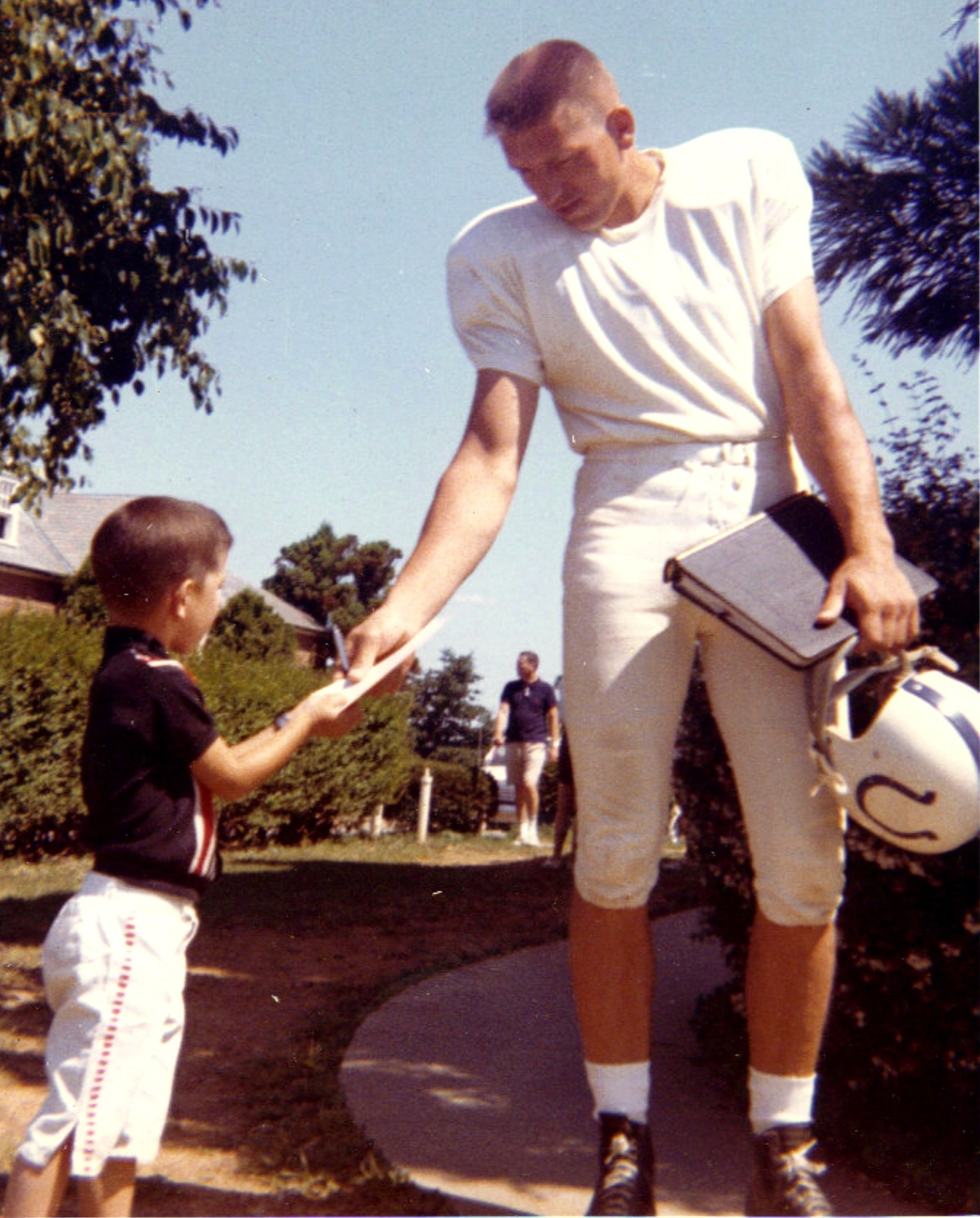
Johnny Unitas (1933–2002), membro della Pro Football Hall of Fame, fu il quarterback titolare dei Baltimore Colts dal 1956 al 1972.

I Colts odierni giocarono la loro prima stagione nel 1953, terminata con un bilancio di 3–9 sotto la guida del capo-allenatore Keith Molesworth. La franchigia faticò durante le prime stagioni a Baltimora, con la prima stagione con record positivo arrivata solo nel 1957. Con l'arrivo del capo-allenatore Weeb Ewbank e del quarterback Johnny Unitas, i Colts nel 1958 arrivarono per la prima volta alla finale del campionato NFL, tramite la vittoria della Western Conference. I Colts affrontarono i New York Giants nella Finale del campionato NFL 1958, considerata una delle più grandi partite della storia del football professionistico. I Colts sconfissero i Giants 23–17 nella gara in cui furono introdotti per la prima volta i tempi supplementari. La partita fu vista da 45 milioni di persone.
Dopo la vittoria del primo titolo NFL, la squadra concluse la stagione successiva con un altro record di 9–3 e vinse il suo secondo campionato consecutivo battendo ancora in finale i Giants. Successivamente alle due vittorie consecutive nel 1958 e nel 1959, i Colts non tornarono più in finale per quattro stagioni, e nel 1963 Ewbank fu sostituito dal giovane Don Shula. Nella sua seconda stagione, Shula portò i Colts a un bilancio di 12–2 ma perse in finale contro i Cleveland Browns. Nel 1968 i Colts, sempre guidati da Unitas e Shula, vinsero il terzo camipionato NFL della storia della franchigia e conquistarono la loro prima apparizione al Super Bowl, partecipando al Super Bowl III.

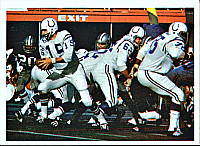
I Colts contro Dallas nella loro prima vittoria del Super Bowl (V).

Arrivati alla qualificazione per il Super Bowl travolgendo in finale i Browns per 34–0, la squadra del 1968 dei Colts era definita da molti "la migliore squadra di football americano professionistico di tutti i tempi", ed erano quindi favoriti per 18 punti contro i New York Jets, vincitori della American Football League (AFL). I Colts, tuttavia, furono sconfitti dai Jets 16–7, segnando la prima vittoria nel Super Bowl per la recente formata AFL. Il risultato della partita fu una sorpresa per i media sportivi, in quanto Joe Namath e Matt Snell guidarono i Jets alla loro prima vittoria del Super Bowl con Weeb Ewbank come capo-allenatore, che aveva precedentemente vinto due campionati consecutivi coi Colts.
Rosenbloom dei Colts, Art Modell dei Browns e Art Rooney dei Pittsburgh Steelers acconsentirono che le loro squadre si unissero alle dieci squadre della AFL per formare la nuova American Football Conference (AFC), parte del processo della fusione del 1970 tra NFL e AFL. I Colts ebbero immediatamente successo nella nuova lega, con il nuovo capo-allenatore Don McCafferty che nel 1970 portò la squadra ad un record di stagione regolare di 11–2–1, vincendo il titolo della AFC East. Nel primo turno dei play-off, i Colts sconfissero i Cincinnati Bengals 17–0; la settimana successiva nel primo AFC Championship Game di sempre, vinsero contro gli Oakland Raiders 27–17. I Colts conquistarono il primo Super Bowl dopo la fusione AFL-NFL (il Super Bowl V), sconfiggendo i Dallas Cowboys, campioni della National Football Conference (NFC) per 16–13, grazie ad un field goal realizzato da Jim O'Brien a cinque secondi dalla fine della partita. Fu la quarta vittoria della NFL e la prima del Super Bowl per i Colts. Nel 1971, i Colts tornarono ai play-off sconfiggendo i Bronws nel primo turno, ma perdendo contro i Miami Dolphins nella finale di conference AFC.
A causa di attriti con la città di Baltimora e la stampa locale, il 13 luglio 1972 Rosenbloom cedette la franchigia a Robert Irsay ricevendo in cambio i Los Angeles Rams. Sotto la nuova proprietà, i Colts non raggiunsero i play-off per tre stagioni consecutive, e alla fine della stagione 1972 il leggendario quarterback titolare Johnny Unitas fu ceduto ai San Diego Chargers. Dopo la partenza di Unitas, i Colts tornarono ai play-off per tre stagioni consecutive, dal 1975 al 1977, ma venendo eliminati nel secondo turno tutte le volte. La sconfitta nei play-off del 1977 contro i Raiders nei doppi tempi supplementari è famosa in quanto fu l'ultima partita nei play-off per i Colts con sede a Baltimora ed è anche ricordata per la giocata "Ghost to the Post". Facevano parte della squadra il quarterback Bert Jones, nominato MVP della NFL nel 1976, e un'incredibile defensive line soprannominata "Sack Pack".
Dopo i successi degli anni '70, a partire dal 1978, la franchigia ebbe nove stagioni consecutive con bilancio negativo. Nel 1981 la difesa dei Colts subì un record di 553 punti e segnarono un nuovo record per minor numero di sack in una stagione (13), e per punt ritornati (12). La stagione seguente l'attacco dei Colts collassò, culminando in una partita contro i Buffalo Bills nella quale l'attacco non riuscì mai a superare la propria metà campo. I Colts terminarono la stagione terminata in anticipo a causa di uno sciopero con un bilancio di 0–8–1; di conseguenza ebbero la possibilità di selezionare nel Draft NFL 1983 il quarterback da Stanford John Elway con la prima scelta assoluta. Tuttavia, Elway si rifiutò di giocare per i Colts, e sfruttando il fatto che sarebbe stato selezionato dai New York Yankees della Major League Baseball, forzò uno scambio coi Denver Broncos. Grazie ad un miglioramento della difesa, la squadra terminò con un bilancio di 7–9 la stagione 1983, l'ultima giocata a Baltimora.

### Il trasferimento ad Indianapolis

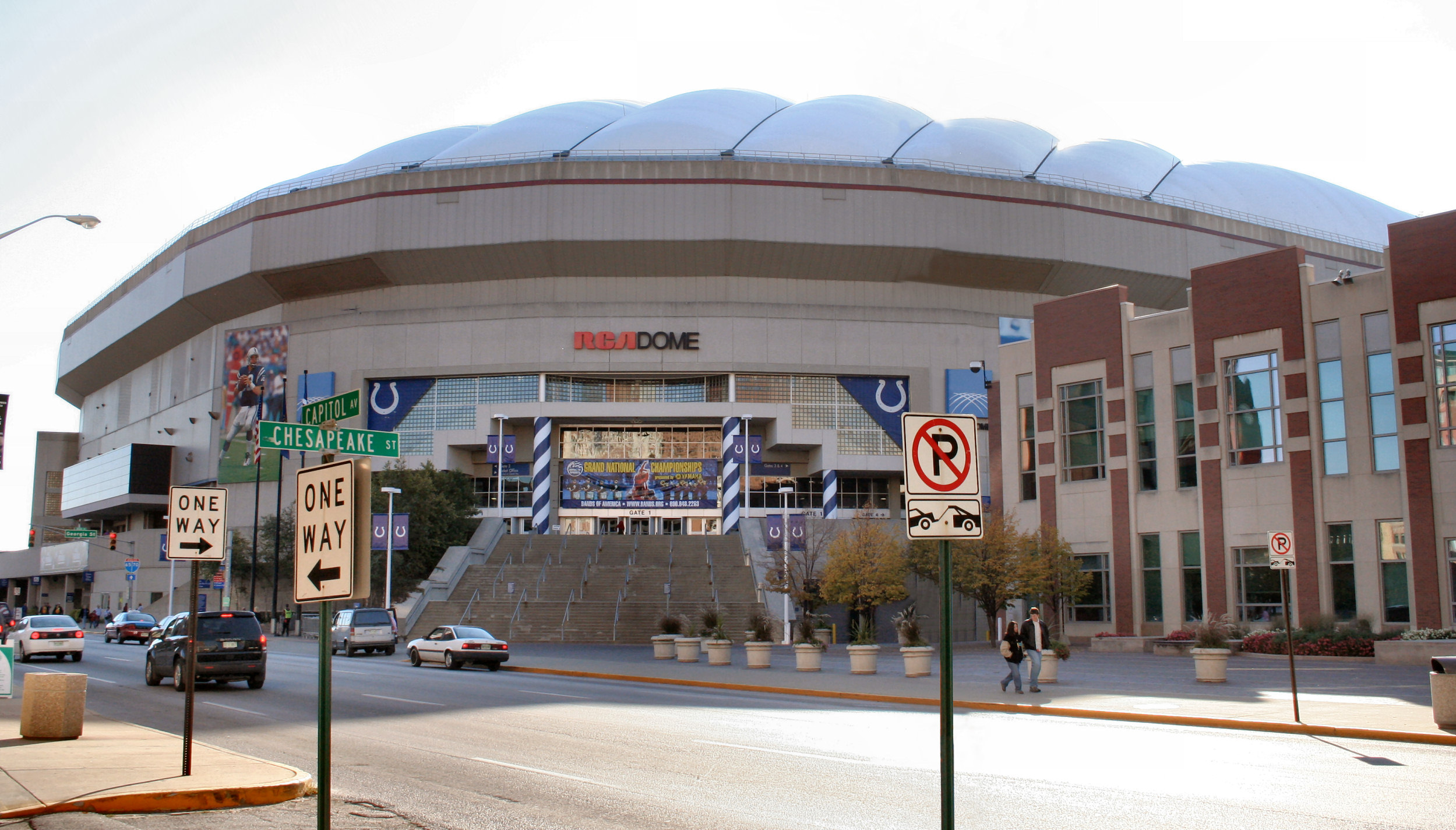
Gli Indianapolis Colts giocarono all'RCA Dome dal 1984 al 2007.

I Baltimore Colts giocarono la loro ultima partita in casa a Baltimora il 18 dicembre 1983, contro gli Houston Oilers. Robert Irsay chiedeva continuamente lavori di ammodernamento per il Memorial Stadium o la costruzione di uno stadio nuovo. A causa degli scarsi risultati sportivi della squadra e di uno stadio sempre più datato, il numero di spettatori e gli introiti della franchigia erano in continua diminuzione. L'amministrazione locale era preclusa dall'usare i soldi dei contribuenti per la costruzione di uno stadio nuovo, e le offerte proposte non soddisfacevano né i Colts né i Baltimore Orioles, la franchigia di MLB della città. Nonostante le continue trattative, i rapporti tra Irsay e l'amministrazione locale erano sempre più deteriorati. Mentre Irsay rassicurava i tifosi sul fatto che il suo obiettivo principale era rimanere a Baltimora, iniziò a discutere con amministrazioni di città disposte a costruire uno stadio nuovo per ospitare la sua franchigia; eventualmente la scelta si ridusse a due città, Phoenix ed Indianapolis. Sotto l'amministrazione del sindaco Richard Lugar e del successore William Hudnut, Indianapolis intraprese uno sforzo ambizioso nel reinventarsi come una "grande città americana". L'Hoosier Dome, successivamente rinominato "RCA Dome", fu costruito specificatamente per ospitare una nuova franchigia NFL.
Nel frattempo la situazione a Baltimora continuava a peggiorare: l'Assemblea generale del Maryland intervenne presentando un disegno di legge che avrebbe dato la possibilità alla città di Baltimora la possibilità di impossessarsi della franchigia tramite l'espropriazione per pubblica utilità. A quel punto Irsay iniziò seriamente a contrattare col sindaco di Indianapolis William Hudnut per fare in modo di trasferire la franchigia prima che la legge venga approvata. Indianapolis offrì prestiti ed una struttura per ospitarne la sede. Quando fu raggiunto l'accordo, i camion della Mayflower Transit, azienda di traslochi con sede ad Indianapolis, partirono la notte stessa per raggiungere Baltimora all'alba del 29 marzo 1984. Una volta alla sede dei Colts, tutta l'attrezzatura della squadra fu caricata e per mezzogiorno ripartirono alla volta di Indianapolis, lasciando nulla della franchigia che possa essere espropriato. La banda dei Baltimore Colts dovette affrettarsi prima che la propria strumentazione e le loro uniformi venissero spedite ad Indianapolis.
Questo rocambolesco trasferimento generò una serie di cause legali che terminarono nel marzo del 1986, quando i legali rappresentanti dei Colts e di Baltimora raggiunsero un accordo: tutte le cause contro la franchigia sarebbero cessate, ma i Colts si sarebbero presi l'impegno di sostenere la fondazione di una nuova franchigia NFL a Baltimora.

### 1984–1997: il difficile inizio ad Indianapolis

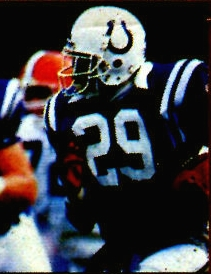
Eric Dickerson guidò la squadra in yard su corsa e fu convocato tre volte al Pro Bowl durante la sua militanza nei Colts (1987-1991).

Con l'arrivo dei Colts ad Indianapolis, si registrarono oltre 143.000 richieste di abbonamenti stagionali in solamente due settimane. Tuttavia, il trasferimento ad Indianapolis non invertì le sorti dei Colts, con la squadra che raggiunse i play-off solamente una volta nelle prime undici stagioni ad Indianapolis. Nella stagione 1984, la prima ad Indianapolis, i Colts ebbero un bilancio di 4–12 e il loro attacco fece registrare il minor numero di yard guadagnate nella lega. Nelle due stagioni seguenti (1985 e 1986) i Colts riuscirono a racimolare solamente otto vittorie, e con un record di 0–13 nella stagione 1986, arrivò il licenziamento del capo-allenatore Rod Dowhower, rimpiazzato da Ron Meyer. Eventualmente i Colts riuscirono a selezionare nel Draft NFL 1987 il running back Eric Dickerson, futuro membro della Pro Football Hall of Fame, risultato di uno scambio di scelte nella stagione 1987, terminata con un bilancio di 9–6, vincendo quindi la AFC East e raggiungendo i play-off per la prima volta dal trasferimento ad Indianapolis; furono eliminati nel primo turno dai Cleveland Browns.
Dal 1987 i Colts non ebbero successo per diversi anni, venendo esclusi dai play-off per sette stagioni consecutive. Nel 1991 i Colts terminarono la stagione con un bilancio di 1–15, rischiando per un solo punto di avere la peggiore stagione da quando fu introdotto il calendario di sedici partite. Al termine della stagione Ron Meyer fu licenziato, e nel 1992 tornò l'ex capo-allenatore Ted Marchibroda, precedentemente allenatore dei Colts dal 1975 al 1979. La squadra incontrò molte difficoltà sotto la gestione di Marchibroda e dell'allora general manager Jim Irsay, figlio del fondatore Robert Irsay. Nel 1994 Robert Irsay ingaggiò Bill Tobin come nuovo general manager.
Sotto la dirigenza di Tobin, i Colts selezionarono con la seconda scelta assoluta nel Draft NFL 1994 il running back Marshall Faulk e successivamente anche il quarterback Jim Harbaugh. Grazie a queste oltre ad altre decisioni la squadra raggiunse i play-off nel 1995 e nel 1996. I Colts vinsero la loro prima partita nel play-off dal loro trasferimento ad Indianapolis nel 1995, avanzando fino alla finale di conference contro i Pittsburgh Steelers, ad una ricezione su un passaggio "Hail Mary" per la qualificazione al Super Bowl XXX.
Marchibroda si ritirò alla fine della stagione 1995, e venne sostituito da Lindy Infante nel 1996. Dopo due stagioni consecutive con apparizioni ai play-off i Colts regredirono ad un bilancio di 3–13 nella stagione 1997. Oltre ad un risultato deludente, nel gennaio del 1997, Robert Irsay, il principale proprietario della frachigia e responsabile del trasferimento ad Indianapolis, morì a causa di condizioni di salute aggravatesi negli anni. Jim Irsay, figlio di Robert Irsay, ereditò la proprietà della franchigia e iniziò rapidamente ad apportare cambiamenti, iniziando dal sostituire per il ruolo di general manager Tobin con Bill Polian, quando la squadra era in possesso della prima scelta assoluta nel Draft NFL 1998.

### 1998–2011: l'era di Peyton Manning

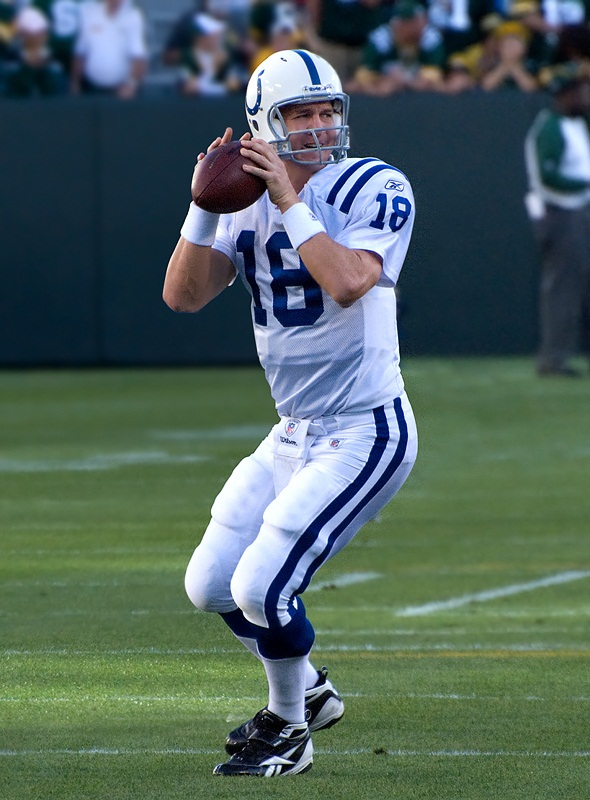
Peyton Manning fu il quarterback titolare dei Colts dal 1998 al 2010.

Jim Irsay iniziò a riformare la franchigia un anno dopo averne preso la gestione dopo la morte del padre, licenziando il capo-allenatore Lindy Infante e ingaggiando Bill Polian come general manager. Polian a sua volta ingaggiò Jim Mora per rimpiazzare Infante, e selezionò con la prima scelta assoluta nel Draft NFL 1998 il quarterback da Tennessee Peyton Manning, figlio di Archie Manning, leggendario quarterback dei New Orleans Saints.
Nella sua stagione da rookie Manning ebbe numerose difficoltà, subendo un record negativo di 28 intercetti e vincendo solamente tre partite. Ciononostante Manning registrò 3.739 yard su passaggi e 26 touchdown su passaggi, venendo inserito nella prima formazione ideale All-Rookie Team. I Colts cominciarono a dimostrare segnali di crescita alla fine della stagione 1998 e nella stagione 1999. Nel Draft NFL 1999 i Colts selezionarono il running back Edgerrin James e apportando sempre più talento al roster. I Colts terminarono con un bilancio di 13–3, primi nella AFC East (primo titolo divisionale dal 1987). Eventualmente i Colts vennero sconfitti dai Tennessee Titans nel divisional play-off.
La squadra ebbe meno successo nel 2000 e nel 2001 rispetto alla stagione 1999, e lo staff amministrativo e sportivo iniziò a sentire sempre più pressioni dopo il bilancio di 6–10 nel 2001, portando al licenziamento di Mora, sostituito da Tony Dungy, precedentemente capo-allenatore dei Tampa Bay Buccaneers. L'arrivo di Dungy invertì subito le sorti della squadra e con un bilancio di 10–6 i Colts tornarono ai play-off nel 2002, per poi arrivarci altre due volte consecutive e vincendo la AFC South nel 2003 e nel 2004 con bilanci di 12–4. I Colts furono sconfitti dai New England Patriots di Tom Brady nella finale di conference AFC del 2003 e nel divisional round nel 2004, segnando l'inizio della rivalità tra le due franchigie e tra Manning e Brady. A seguito di due sconfitte nei play-off consecutive contro i Patriots, i Colts iniziarono la 2005 con un record di 13–0, inclusa una vittoria nella stagione regolare contro New England, la prima nell'era Manning. Durante la stagione, Manning e Marvin Harrison stabilirono un nuovo record di touchdown segnati per un tandem di quarterback e wide receiver. La stagione 2005 terminò con un bilancio di 14–2, il miglior risultato nella lega e nella storia della franchigia, ma i Colts furono sconfitti nel divisional play-off dai Pittsburgh Steelers, chiudendo l'annata con una nota deludente.
I Colts si apprestarono ad iniziare la stagione 2006 con quarterback, wide receiver e difensori veterani, in più selezionarono il running back Joseph Addai nel Draft NFL 2006. Come la stagione precedente, la squadra ebbe un ottimo inizio di stagione, vincendo nove partite consecutive prima di subire la prima sconfitta contro i Dallas Cowboys. I Colts si qualificarono per i play-off per la quinta annata di fila, con un bilancio di 12–4, questa volta col terzo seed della AFC. I Colts vinsero le prime due partite dei play-off contro i Baltimore Ravens ed i Kansas City Chiefs, raggiungendo la finale di conference AFC per la prima volta dal 2003, affrontando i rivali New England Patriots. In una partita divenuta un classico, i Colts recuperarono dallo svantaggio di 21–3 all'intervallo e vinsero per 38–34, garantendosi la possibilità di andare per la vittoria del Super Bowl XLI, la prima partecipazione dal 1970 (Super Bowl V) e la prima dal trasferimento ad Indianapolis. I Colts affrontarono gli Chicago Bears, vincendo per 29–17 e conferendo a Manning, Polian, Irsay e Dungy, oltre che alla città di Indianapolis, il loro primo titolo del Super Bowl.

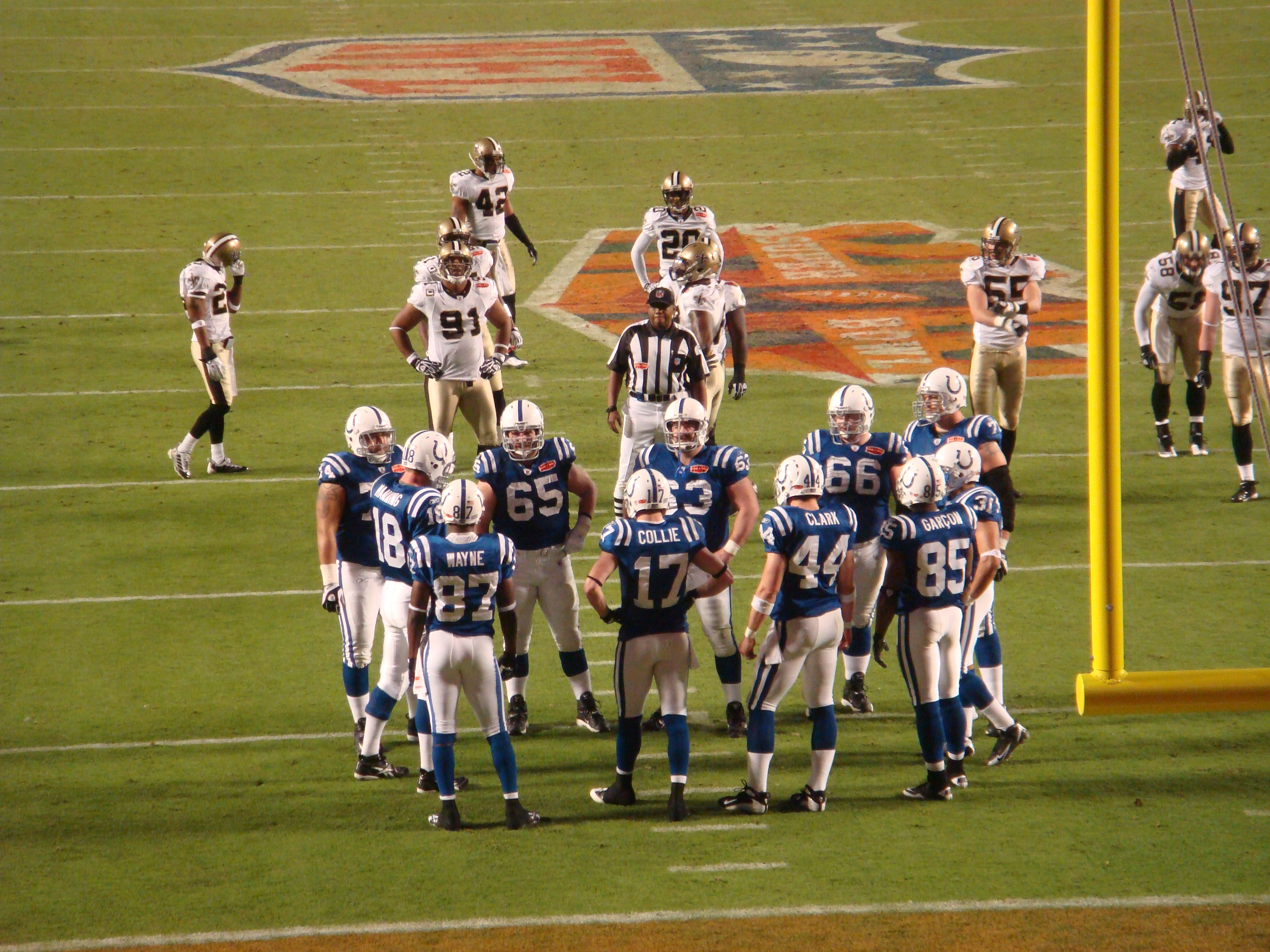
L'attacco dei Colts si riunisce nell'huddle durante il Super Bowl XLIV (2010)

Dopo la vittoria del Super Bowl i Colts terminarono la stagione 2007 con un bilancio di 13–3, ma furono sconfitti nei play-off contro i San Diego Chargers, in quella che fu l'ultima partita nell'RCA Dome prima di ospitare le partite casalinghe nel nuovo Lucas Oil Stadium nel 2008. La stagione 2008 iniziò con Manning costretto alla panchina nel precampionato a causa di un intervento chirurgico. I Colts iniziarono la stagione regolare con un record di 3–4, per poi vincere nove partite consecutive e qualificandosi per i play-off tramite wild card; la corsa al titolo fu interrotta per il secondo anno di fila dai San Diego Chargers. Al termine della stagione, il capo-allenatore Tony Dungy annunciò il ritiro dopo sette anni con la squadra e un bilancio complessivo di 92 vittorie e 33 sconfitte.
I Colts ingaggiarono Jim Caldwell per il ruolo di capo-allenatore a partire dalla stagione 2009. I Colts vinsero quattordici partite consecutive e persero le ultime due dopo aver scelto di fare riposare i titolari in vista dei play-off. Per la seconda volta nell'era Manning i Colts disputarono i play-off con il miglior record nella AFC. La squadra sconfisse i Baltimore Ravens ed i New York Jets, vincendo di conseguenza la conference e assicurandosi la partecipazione al Super Bowl XLIV, nel quale avrebbero affrontato i New Orleans Saints; i Colts furono sconfitti 31–17, terminando l'annata con una nota deludente.
Alla fine della stagione 2009, i Colts terminarono il primo decennio del XXI secolo (2000-2009) con il maggior numero di vittorie di stagione regolare (115) e la percentuale di vittorie più alta (.719) rispetto ad ogni altra squadra della NFL.
Nella stagione 2010 i Colts terminarono la stagione regolare con un record di 10–6, la prima volta che non vincevano almeno dodici partite dal 2002, e furono sconfitti nel Wild Card Game dei play-off dai New York Jets. La sconfitta contro i Jets sarebbe stata l'ultima partita di Manning con la maglia dei Colts.
Dopo non aver giocato nel precampionato, Manning fu escluso dalla partita inaugurale e successivamente per tutta la stagione 2011. A prendere il suo posto come quarterback titolare fu il veterano Kerry Collins, dato che la squadra non era soddisfatta dalle prestazioni dei quarterback di riserva Curtis Painter e Dan Orlovsky. Ciononostante i Colts subirono tredici sconfitte consecutive e terminarono la stagione con un bilancio di 2–14, assegnando quindi alla franchigia la prima scelta assoluta nel Draft NFL 2012. Inoltre la pessima annata portò al licenziamento del presidente Bill Polian, dopo 14 anni nella dirigenza. L'8 marzo 2012 terminò ufficialmente l'era Manning, con l'annuncio del proprietario Jim Irsay; Manning fu svincolato dopo 13 stagioni coi Colts.

### 2012–2018: l'era di Andrew Luck

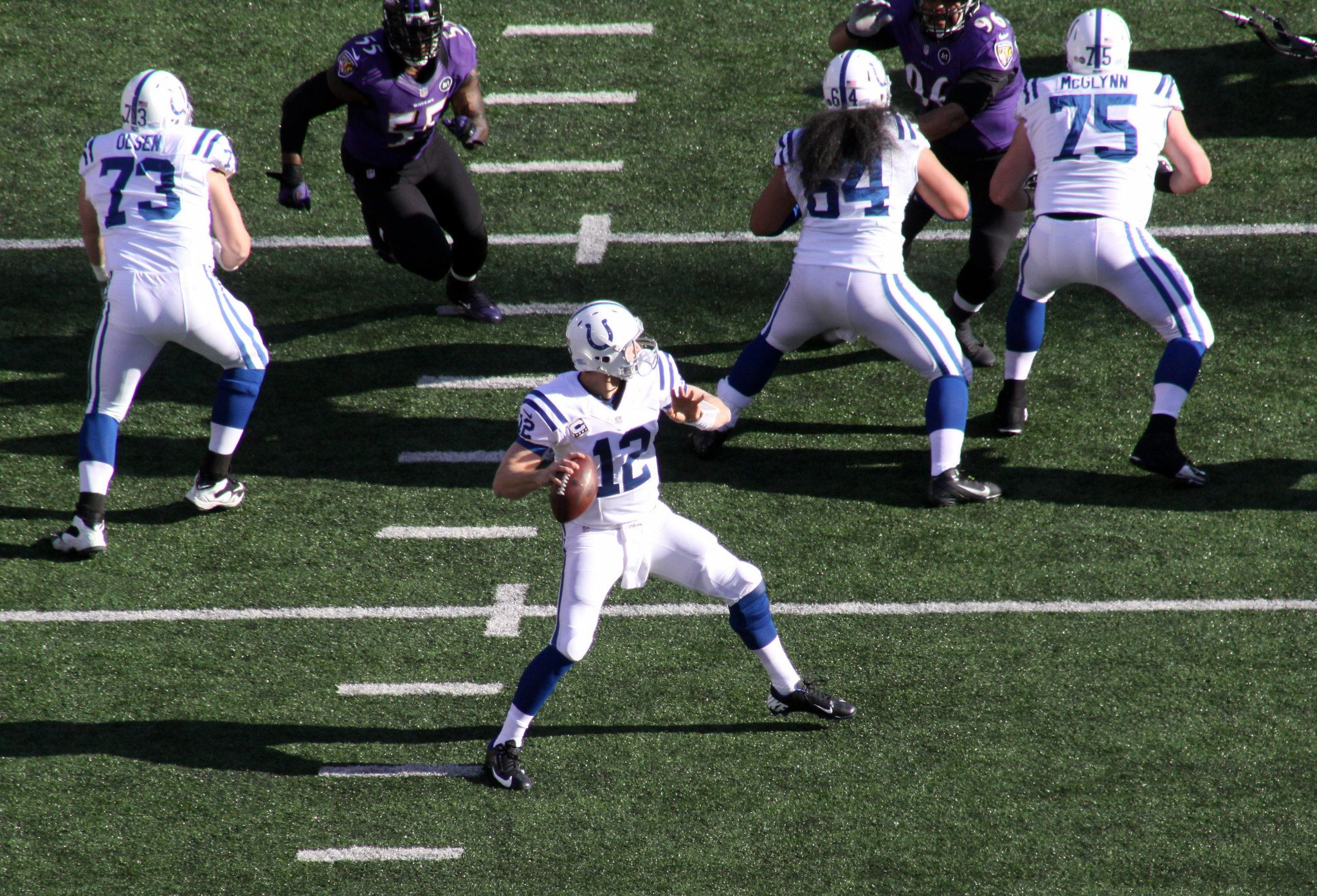
Luck nella sua prima partita nei play-off contro i Baltimore Ravens

Durante la pre-stagione 2012 il proprietario dei Colts Jim Irsay ingaggiò Ryan Grigson come nuovo general manager della franchigia. Grigson esonerò il capo-allenatore Jim Caldwell e ingaggiò al suo posto Chuck Pagano. I Colts iniziarono a svincolare giocatori veterani dispendiosi e spesso infortunati, tra i quali Joseph Addai, Dallas Clark e Gary Brackett. I Colts selezionarono con la prima scelta assoluta nel Draft NFL 2012 il quarterback da Stanford Andrew Luck, e selezionarono il suo compagno di squadra Coby Fleener nel secondo giro. Inoltre la squadra scelse di adottare lo schema difensivo 3-4.
Grazie alle ottime prestazioni di Luck e del wide receiver veterano Reggie Wayne, i Colts si rivalsero del record di 2–14 della stagione 2011 con un bilancio di 11–5 nel 2012. La franchigia, la squadra e i tifosi supportarono durante la stagione il capo-allenatore Chuck Pagano nella sua battaglia contro la leucemia. Si assicurarono un'inaspettata partecipazione ai play-off, la quattordicesima dal 1995. La stagione terminò con la sconfitta per 24–9 contro gli eventuali campioni del Super Bowl Baltimore Ravens.
Appena due settimane dall'inizio della stagione 2013 i Colts cedettero la loro prima scelta nel primo giro del Draft NFL 2014 ai Cleveland Browns in cambio del running back Trent Richardson. Nel settimo turno Luck guidò i Colts alla vittoria per 39–33 contro il suo predecessore Peyton Manning e i Denver Broncos, fino ad allora imbattuti. Luck grazie ad un record di 11–5 fece vincere alla franchigia il loro quindicesimo titolo divisionale. Nel primo turno dei play-off, Luck riuscì ad orchestrare la seconda più grande rimonta nella storia dei play-off, segnando 35 punti solo nella seconda metà partita e sconfiggendo i Kansas City Chiefs per 45–44.
Nella stagione 2014 Luck portò i Colts in cima alla division e ai play-off grazie ad un bilancio di 11–5 (terza stagione consecutiva), infrangendo il record precedentemente detenuto da Peyton Manning per yard passate in una stagione nella storia dei Colts. I Colts arrivarono alla finale di conference AFC, dove vennero travolti dai New England Patriots per 7–45, nella controversa partita che scatenò uno scandalo chiamato "Deflategate". Al 2021, rimane la stagione più proficua della franchigia dell'era post-Manning, e l'unica annata dal 2011 dove hanno raggiunto la finale di conference AFC.
La stagione 2015 vide una partecipazione limitata di Luck, costretto a causa di vari infortuni di scendere in campo solamente in sette partite su sedici. Il veterano Matt Hasselbeck fu nominato quarterback titolare, ma non riuscì a portare i risultati sperati, terminando l'annata con un bilancio di 8–8, non vincendo la division e fallendo a qualificarsi per i play-off per la prima volta dal 2011.
Alla squadra spettò la stessa sorte nel 2016, per la prima volta dal 1997–1998 eliminati dalla corsa ai play-off per due stagioni consecutive. Luck non si riprese dall'infortunio alla spalla destra che subì la precedente stagione, e dovette essere operato. A seguito di due pessime stagioni, il general manager Ryan Grigson fu licenziato. Solamente tre dei diciotto giocatore selezionati da Grigson facevano parte dei Colts al momento del suo licenziamento. Il 30 gennaio 2017 Jim Irsay ingaggiò Chris Ballard come nuovo general manager; precedentemente aveva servito il ruolo di direttore sportivo per i Kansas City Chiefs.
La stagione 2017 fu senza dubbio la peggiore dell'era Luck, che dovette rinunciare all'intera annata per la riabilitazione post-chirurgia. Dopo una performance scadente del quarterback Scott Tolzien nel primo turno, i Colts nominarono Jacoby Brissett come quarterback titolare per il resto della stagione. Ciononostante i Colts terminarono con un bilancio di 4–12, la prima stagione con record negativo dal 2011 e la terza consecutiva senza partecipare ai play-off. Il 31 dicembre 2017, dopo aver vinto l'ultima partita di stagione regolare, il capo-allenatore Chuck Pagano fu licenziato.
Nelle prime settimane dopo la fine della stagione 2017, fu ampiamente riportato il probabile ingaggio, dopo due colloqui, di Josh McDaniels come nuovo capo-allenatore dei Colts, precedentemente coordinatore offensivo dei New England Patriots; McDaniels avrebbe rimpiazzato Pagano solo dopo aver adempiuto ai suoi compiti ai Patriots nel Super Bowl LII. L'8 febbraio 2018 i Colts annunciarono che McDaniels sarebbe stato il nuovo capo-allenatore. Ciononostante, qualche ora dopo McDaniels cambiò idea e tornò ai Patriots.
L'11 febbraio 2018 i Colts annunciarono che l'ingaggio di Frank Reich come nuovo capo-allenatore, precedentemente coordinatore offensivo dei Philadelphia Eagles e fresco vincitore del Super Bowl LII. La stagione 2018 vide l'esordio di Reich come capo-allenatore dei Colts e il ritorno in campo di Luck, ma non ebbe la migliore delle partenze con un record di 1–5. Ciononostante riuscirono a vincere nove delle dieci parite restanti, concludendo la stagione regolare con un bilancio di 10–6 e assicurandosi la partecipazione ai play-off tramite wild card. Vinsero il Wild Card Game contro i rivali di division Houston Texans ma furono sconfitti nel divisional play-off dai Kansas City Chiefs. Grazie ad una eccellente linea offensiva Luck ebbe una delle sue stagioni migliori, meritandosi il premio di Comeback Player of the Year.
Il general manager Chris Ballard raggiunse un'impresa storica quando nel Draft NFL 2018 selezionò l'offensive guard Quenton Nelson ed il linebacker Darius Leonard, entrambi selezionati per la prima formazione ideale All-Pro. Fu la prima volta dal 1965 con Dick Butkus e Gale Sayers che due rookie della stessa squadra ricevettero questo riconoscimento.
Il 24 agosto 2019, Luck annunciò inaspettatamente il proprio ritiro dopo non aver partecipato al training camp. Il costante ciclo di infortuni e riabilitazione che subì durante gli ultimi suoi anni fu il motivo principale della decisione.

### 2019–presente: dopo Luck
Con l'inaspettato ritiro di Luck, i Colts decisero di nominare Jacoby Brissett come quarterback titolare per la stagione 2019. La squadra ebbe una solida partenza con un bilancio di 5–2, ma poi persero sette delle nove partite restanti, terminando con un record di 7–9 e venendo esclusi dai play-off.
Il 17 marzo 2020 i Colts firmarono per un anno e 25 milioni di dollari lo storico quarterback dei Los Angeles Chargers e otto volte Pro Bowler Philip Rivers. La stagione 2020 vide una formazione sia in attacco che in difesa già rodata da un paio di anni, composta da una delle migliori linee offensive della lega, da un giovane gruppo di wide receiver guidato dal veterano T.Y. Hilton e una difesa sopra le righe. Rivers guidò i Colts ad un record di 11–5 e ai play-off, dove però furono sconfitti nel primo turno dai Buffalo Bills. Rivers annunciò il ritiro dal football poco dopo.
Il 17 marzo 2021 i Colts cedettero una scelta nel terzo giro del Draft NFL 2021 e una scelta condizionale nel quarto giro del Draft NFL 2022 ai Philadelphia Eagles in cambio del quarterback Carson Wentz; quest'ultimo ebbe una stagione ottima nel 2017 agli Eagles con Reich come coordinatore offensivo, riuscendo a vincere il Super Bowl LII. I Colts non ebbero un buon inizio di stagione, perdendo quattro delle prime cinque gare della stagione regolare, ma si ripresero stabilendosi con un attacco incentrato principalmente sul gioco di corse, vincendo otto delle successive dieci partite. Nell'undicesimo turno contro i Buffalo Bills il running back Jonathan Taylor fece registrare 32 corse per 185 yard e 4 touchdown (più uno su ricezione), aiutando i Colts a travolgere i Bills per 41–15. Dopo aver sconfitto squadre del calibro dei New England Patriots e degli Arizona Cardinals, i Colts erano largamente considerati come sicuri partecipanti ai play-off. Nella penultima partita di stagione regolare i Colts ebbero l'opportunità di qualificarsi per i play-off vincendo in casa contro i Las Vegas Raiders, ma ne uscirono sconfitti per 23–20. La possibilità si ripete nell'ultima partita della stagione regolare, in trasferta contro i Jacksonville Jaguars, una delle squadre peggiori della lega, ma dove non vincono dal 2014. I Colts furono clamorosamente sconfitti 11–26 dai Jaguars, terminando la stagione 2021 con un bilancio di 9–8, non riuscendo a qualificarsi per i play-off. I Colts ebbero il maggior numero di Pro Bowler (7) e giocatori selezionati come All-Pro (5) della lega. Taylor terminò la stagione primo nella lega per yard corse (1.811) e touchdown su corse (18), superando i record stagionali nella storia della franchigia per yard corse stabilito da Edgerrin James nel 2000 e per touchdown su corse stabilito da Lenny Moore nel 1964.
Il 16 marzo 2022 i Colts cedettero Wentz e due scelte nel Draft NFL 2022 ai Washington Commanders in cambio della scelta nel secondo e nel terzo giro di questi ultimi, più una scelta condizionale nel Draft NFL 2023. Il 21 marzo 2022 i Colts cedettero la loro scelta nel terzo giro del Draft NFL 2022 agli Atlanta Falcons in cambio del quarterback veterano Matt Ryan. La squadra ebbe un difficile inizio della stagione, vincendo solamente tre delle prime otto gare; con Ryan primo nella lega in intercetti, sack subiti e fumble persi, Reich decise a partire dalla settimana 8 di far partire Sam Ehlinger come quarterback titolare per il resto della stagione. I Colts furono sconfitti nella partita del nono turno dai New England Patriots per 3–26 in quella fu una delle performance offensive peggiori della storia recente della franchigia; Ehlinger subì 9 sack e l'attacco fece registrare solamente 121 yard. Il giorno seguente, con un record di 3–5–1, i Colts licenziarono dopo cinque stagioni il capo-allenatore Frank Reich. L'ex centro e leggenda dei Colts Jeff Saturday fu nominato capo-allenatore ad interim. Nonostante una incoraggiante vittoria al debutto contro i Las Vegas Raiders, Saturday non riuscì ad invertire le sorti della squadra, perdendo tutte le restanti sette partite. Il 17 dicembre 2022 i Colts furono sconfitti per 36–39 dai Minnesota Vikings in quella che fu la più grande rimonta nella storia della NFL, coi Vikings che conquistarono la vittoria e la NFC North ai supplementari partendo da uno svantaggio di 33 punti all'intervallo. I Colts terminarono la stagione 2022 con un bilancio di 4–12–1, venendo esclusi dai play-off per la seconda stagione consecutiva. Il linebacker Zaire Franklin stabilì un nuovo record per placcaggi totali in una stagione, mettendone a segno 167.
Il 14 febbraio 2023 i Colts annunciarono l'ingaggio di Shane Steichen come nuovo capo-allenatore.

## Stemmi e divise

Il marchio dei Colts utilizzato dal 1984 al 2019. Nonostante l'adozione di un nuovo marchio, quello originale rimane dipinto nella end zone sinistra al Lucas Oil Stadium.

Nel 1953 i caschi dei Colts erano bianchi con una striscia blu. Nel 1954-55 erano blu con una striscia bianca e un paio di ferri da cavallo sul retro. Nel 1956 i colori furono invertiti a casco bianco, striscia blu e ferri di cavallo sul retro. Nel 1957 i ferri da cavallo furono spostati nella posizione odierna, ovvero ai lati del casco.
Le maglie blu hanno un paio di strisce bianche sulle spalle, mentre le maglie bianche le hanno blu. I pantaloni sono bianchi con strisce blu sui lati. Originariamente le strisce erano posizionate sulle maniche delle maglie, ma nel 1957 furono spostate alla posizione odierna.
Per la maggior parte della storia della squadra le divise comprendevano calzettoni blu, adornate da due o tre strisce bianche durante il periodo a Baltimore e nel 2004-2005. Dal 1982 al 1987 i calzettoni blu erano decorati con strisce grigie. Dal 1955 al 1958 e dal 1988 al 1992 i Colts indossarono calzettoni bianchi con due o tre strisce blu.
Dal 1982 al 1986 i Colts indossavano pantaloni grigi combinati con la maglia blu. Sui pantaloni era presente un ferro di cavallo per lato che racchiudevano il numero del giocatore. In questo periodo i Colts indossavano pantaloni bianchi con le maglie bianche, e nel 1987 i pantaloni grigi furono ritirati.
I Colts indossarono pantaloni blu con le maglie bianche per le prime tre partite della stagione 1995, combinandoli con calzettoni bianchi, per poi tornare ai pantaloni bianchi sia per le maglie blu che quelle bianche. Dei piccoli cambiamenti furono apportati alle divise per la stagione 2004: la protezione per il viso tornò ad essere grigia e non più blu, le maglie di casa furono scurite passando da blu reale a "blu speed", e aggiungendo due strisce bianche ai calzettoni; queste ultime rimosse nel 2006.
Nel 2002 i Colts modificarono il disegno delle strisce sulle loro maglie, facendo sì che finissero sulle spalle e non che continuassero attorno alla manica. In quel periodo diverse squadre utilizzavano maglie più attillate e con maniche più strette per ridurre i falli di trattenuta.
Nel 2017 i Colts riutilizzarono i pantaloni blu con le maglie blu nel contesto del programma NFL Color Rush.
Il 13 aprile 2020 la squadra rivelò un nuovo marchio e un font diverso per i numeri di maglia. Oltre ai classici blu e bianco fu aggiunto il nero come colore terziario, usato per lo swoosh della Nike sulla maglia bianca. Nonostante l'introduzione di un nuovo marchio, i marchi precedenti sono ancora dipinti nelle end zone del Lucas Oil Stadium.
Il 28 novembre 2021, nella partita del dodicesimo turno contro i campioni in carica Tampa Bay Buccaneers, i Colts indossarono una divisa casalinga inspirata alla divisa in uso nel 1956: la maglia era blu con tre strisce bianche sulle maniche e numeri bianchi sulle spalle, pantaloni bianchi con una singola striscia blu sul fianco e calzettoni blu con tre strisce; il casco era bianco con due ferri di cavallo blu posizionati sul retro del casco, divisi da una singola striscia blu. Le medesime divise furono utilizzate anche nella stagione successiva, per la gara del dodicesimo turno contro i Pittsburgh Steelers.

## Lo stadio
Dopo aver disputato 24 stagioni all'RCA Dome, i Colts iniziarono a giocare nel nuovo Lucas Oil Stadium nell'autunno del 2008. Nel dicembre del 2004 il proprietario della franchigia Jim Irsay e l'amministrazione locale raggiunsero un accordo per il costo di un miliardo di dollari (inclusi interventi di ammodernamento all'Indiana Convention Center). In un contratto stimato a 122 milioni di dollari, Lucas Oil si aggiudicò i diritti di nomenclatura dello stadio per vent'anni.
Il Lucas Oil Stadium si sviluppa su sette livelli e dispone di 63000 posti a sedere per le partite di football. Può essere riconfigurato a 70000 posti per le partite di football e pallacanestro NCAA e per i concerti. Lo stadio occupa un'area di 170000 metri quadrati. Lo stadio dispone di un tetto retrattile e permise ai Colts di disputare incontri all'aperto per la prima volta dal loro arrivo ad Indianapolis. Il terreno di gioco è composto da erba sintetica di tipo FieldTurf, collocato approssimativamente a 7,6 metri sotto il livello del suolo. Oltre ad essere più grande dell'RCA Dome, il nuovo stadio dispone di: 58 chioschi permanenti, 90 chioschi portatili, 13 scale mobili, 11 ascensori, 800 toilette, megaschermi in alta definizione della Daktronics e 142 suite di lusso.

## Rivalità

### Rivalità nella AFC South
Conseguenza dello spostamento della franchigia dalla AFC East alla AFC South a seguito della riorganizzazione della NFL nel 2002, i Colts condividono rivalità poco sentite con le altre tre franchigie della division, ovvero gli Houston Texans, i Jacksonville Jaguars ed i Tennessee Titans. I Colts hanno dominato la division per la maggior parte della sua storia con prima Peyton Manning e poi con Andrew Luck come quarterback titolari, ma negli ultimi anni hanno incontrato concorrenza per la supremazia della division, in particolare dai Texans e dai Titans.

### New England Patriots
La rivalità tra gli Indianapolis Colts ed i New England Patriots è una delle più recenti della NFL. La natura di questa rivalità è ironica in quanto i Colts ed i Patriots fecero parte della stessa division dal 1970 al 2001, ma non diventò rilevante fino a quando Indianapolis non fu assegnata alla AFC South. La rivalità fu molto accesa a causa della continuo confronto tra i due quarterback titolari delle due squadre, Peyton Manning e Tom Brady. I Patriots vinsero le prime sei partite consecutive contro i Colts, inclusa l'AFC Championship Game del 2003 e l'AFC Divisional Game del 2004. I Colts poi vinsero i tre incontri successivi, due in stagione regolare e l'AFC Championship Game del 2006 che permise ai Colts di disputare e vincere il Super Bowl XLI. Il 4 novembre 2007 i Patriots sconfissero i Colts per 24–20; nell'incontro successivo avvenuto il 2 novembre 2008 i Colts ne uscirono vincitori per 18–15, condannando i Patriots all'eliminazione dai play-off. Nell'incontro del 2009 i Colts vinsero in rimonta 35–30. Nel 2010 Indianapolis tentò di mettere in piedi un'altra rimonta, perdendo per 28–31 partendo da uno svantaggio di 14 punti nel quarto tempo, ma un intercetto dei Patriots a fine partita mise fine ad ogni possibilità di rimonta; questo fu l'ultimo incontro i Manning contro i Patriots come membro degli Indianapolis Colts. Dopo la pessima stagione 2011 nella quale furono sconfitti dai Patriots 24–34, i Colts selezionarono con la prima scelta assoluta nel Draft NFL 2012 il quarterback Andrew Luck, e nella sua stagione da rookie ebbe l'opportunità per la prima volta di affrontare i rivali; le squadre si incontrarono con un record di 6–3 per entrambe, e dopo essere partiti da uno svantaggio di 7–14, i Patriots travolsero i Colts vincendo 59–24. New England vinse anche l'incontro successivo, l'AFC Divisional Play-off del 2013, per 48–29. Il 16 novembre 2014 i Patriots con un bilancio di 7–2 giocarono contro i Colts ad un bilancio di 6–3 al Lucas Oil Stadium di Indianapolis; grazie ad una performance stellare del running back Jonas Gray che segnò quattro touchdown, New England vinse 42–40. Nella medesima stagione i Patriots vinsero per 45–7 contro i Colts nell'AFC Championship Game, consentendo ai Patriots di disputare e vincere il Super Bowl XLIX. L'incontro diede inizio allo scandalo chiamato "Deflategate". Le due squadre si affrontarono anche la stagione successiva, e la partita viene ricordata come "Colts Catastrophe" in quanto i Colts durante il terzo quarto fallirono a convertite un 4th down&3 con un fake punt che andò disastrosamente a conferire la vittoria per 51–29 ai Patriots. Le rivali non si affrontarono fino al 2018, quando i Colts in trasferta affrontarono i Patriots al Gillette Stadium, venendo sconfitti 38–24; questo risultò essere l'ultimo incontro da rivali per Luck e Brady. L'incontro successivo avvenuto nella stagione regolare 2021 fu il primo della serie per entrambi i quarterback delle franchigie, Carson Wentz al primo anno ad Indianapolis, ed il rookie Mac Jones dei Patriots. I Colts vinsero per 27–17 grazie alla eccellente performance del running back Jonathan Taylor, che fece registrare 29 corse per 170 yard e un touchdown da 67 yard che pose fine alla partita; fu la prima vittoria dei Colts contro i Patriots dal 2009.

### New York Giants
Nel 1958, i Baltimore Colts disputarono la loro prima finale del campionato NFL contro i New York Giants, forti di un record di 10–3. I Giants si qualificarono per la finale grazie alla vittoria nei play-off contro i Cleveland Browns. Dopo essere già stati sconfitti dai Giants nella stagione regolare, i Colts non erano i favoriti, ma riuscirono comunque a vincere il titolo ai supplementari. I Colts riuscirono a ripetere l'impresa con un bilancio identico e battendo ancora i Giants nella finale del 1959. Fino alle due vittorie consecutive di Baltimore, i Giants erano considerati come la squadra più forte della NFL, continuarono ad essere contendenti al titolo nel decennio seguente, ma perdendo tre finali consecutive. La situazione si ribaltò per la fine degli anni '60, con Baltimore vincente nel 1968, mentre i Giants ebbero risultati poco impressionanti. Negli anni 2000 e 2010, i Colts e i Giants si affrontarono con due fratelli come quarterback, Peyton Manning per Indianapolis e Eli Manning per New York.

## Giocatori degni di nota

### Squadra attuale
| Roster degli Indianapolis Colts |
| --- |
| Quarterback - 5 Anthony Richardson - 15 Joe Flacco - 4 Sam Ehlinger Running Back - 28 Jonathan Taylor - 27 Trey Sermon - 31 Tyler Goodson Wide Receiver - 11 Michael Pittman - 14 Alec Pierce - 1 Josh Downs - 16 Ashton Dulin - 10 Adonai Mitchell - 6 Anthony Gould Tight End - 81 Mo Alie-Cox - 83 Kylen Granson - 85 Andrew Ogletree - 86 Will Mallory Offensive Linemen - 79 Bernhard Raimann T - 72 Braden Smith T - 73 Blake Freeland T - 71 Matt Goncalves T - 56 Quenton Nelson G - 75 Will Fries G - 60 Tanor Bortolini G - 68 Dalton Tucker G - 78 Ryan Kelly C - 63 Danny Pinter C Defensive Linemen - 51 Kwity Paye DE - 94 Tyquan Lewis DE - 54 Dayo Odeyingbo DE - 55 Isaiah Land DE - 97 Laiatu Latu DE - 99 DeForest Buckner DT - 90 Grover Stewart DT - 96 Taven Bryan DT - 95 Adetomiwa Adebawore DT - 98 Raekwon Davis DT Linebacker - 45 E.J. Speed OLB - 41 Grant Stuard OLB - 57 Jaylon Carlies OLB - 44 Zaire Franklin MLB - 50 Segun Olubi MLB Defensive Back - 23 Kenny Moore CB - 29 Julius Brents CB - 40 Jaylon Jones CB - 21 Dallis Flowers CB - 33 Samuel Womack CB - 20 Nick Cross FS - 25 Rodney Thomas II FS - 43 Trevor Denbow FS - 32 Julian Blackmon SS Special Team - 7 Matt Gay K - 46 Luke Rhodes LS - 8 Rigoberto Sanchez P Lista delle riserve - 66 Ryan Coll C - 62 Wesley French C (IR) - 52 Samson Ebukam DE (IR-DRF) - 59 Cameron McGrone LB (IR-DRF) - 31 Daniel Scott S (IR) - 9 Juwann Winfree WR - 80 Jelani Woods TE (IR) Squadra di allenamento - 93 McTelvin Agim DT - 58 Austin Ajiake LB - 47 Liam Anderson LB - 92 Genard Avery DE - 8 Jason Bean QB - 42 Marcel Dabo S - 26 Evan Hull RB - 35 Chris Lammons CB - 91 Titus Leo DE - 34 David Long CB - 65 Atonio Mafi G - 49 Sean McKeon TE - 2 D.J. Montgomery WR - 3 Spencer Shrader K - 30 Jaylin Simpson CB - 37 Ameer Speed CB - 7 Laquon Treadwell WR Roster aggiornato al 6 settembre 2024 53 attivi, 7 inattivi, 17 nella squadra di allenamento |
| Legenda - I rookie sono in corsivo. - Il primo ruolo è il principale mentre gli eventuali successivi indicano i ruoli secondari. - (IR) sta per Injured Reserve ed indica la lista ristretta per un solo giocatore infortunato che può tornare ad allenarsi dopo la settimana 6 e a rientrare in prima squadra dopo che questa ha giocato 8 partite. - (NF-Inj.) / (NF-Ill.) stanno rispettivamente per Non-Football Injured e Non-Football Illness ed indicano le liste dove viene inserito un giocatore che ha un infortunio o una malattia non dipendente dal football americano. - (PUP) sta per Physically Unable to Perform ed indica la lista dove viene inserito un giocatore mentre è in attesa di recuperare la condizione fisica. Nella stagione regolare dopo la sesta partita giocata dalla propria squadra, il giocatore ha tempo tre settimane per riprendere ad allenarsi, più tre settimane aggiuntive dal suo rientro agli allenamenti per rientrare in prima squadra. |

### Numeri ritirati

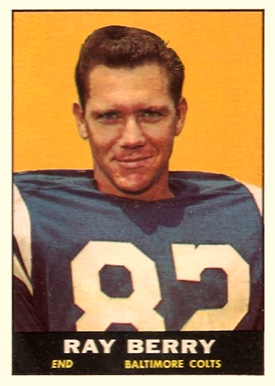
Raymond Berry, wide receiver membro della Hall of Fame

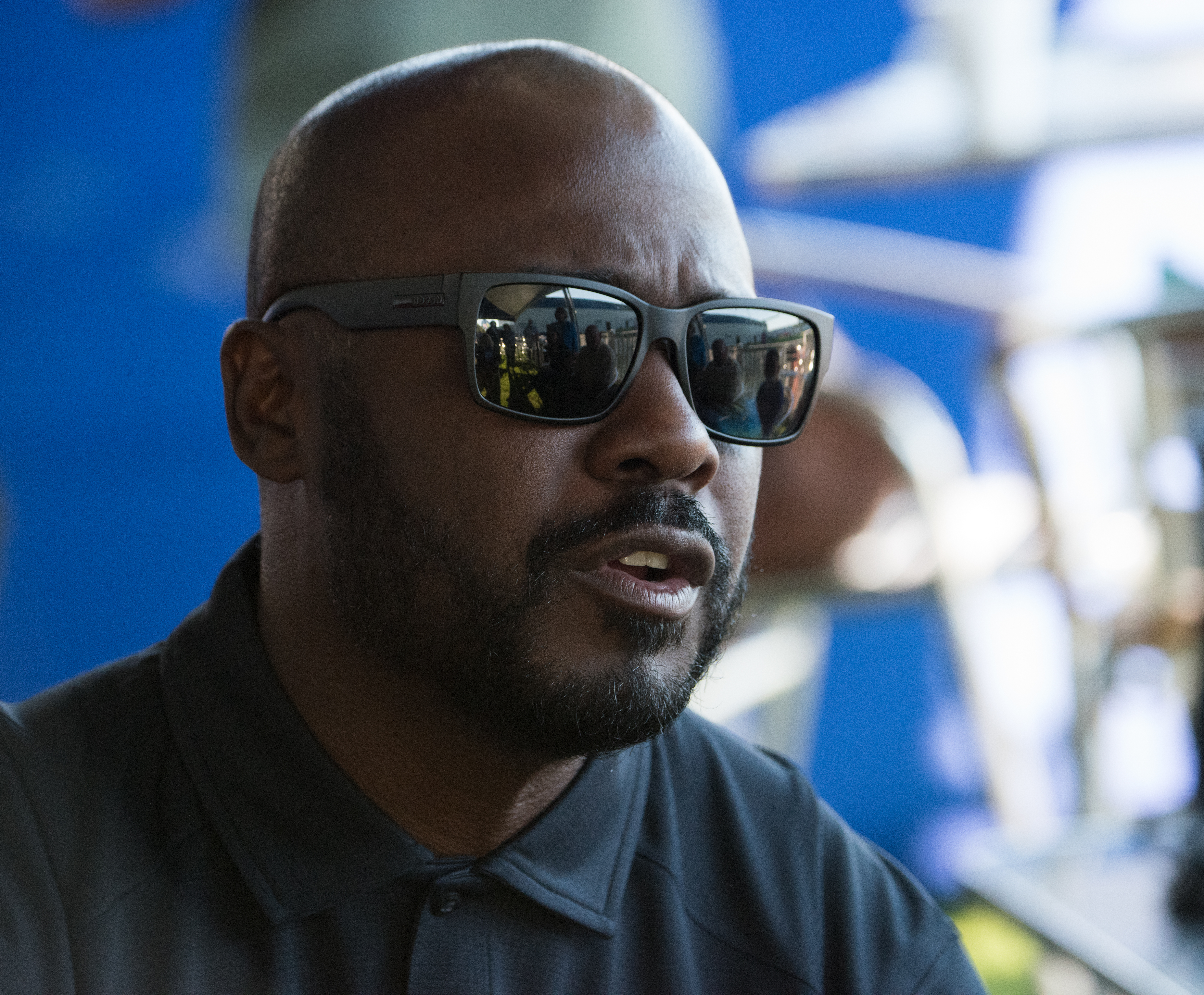
Marshall Faulk, running back membro della Hall of Fame

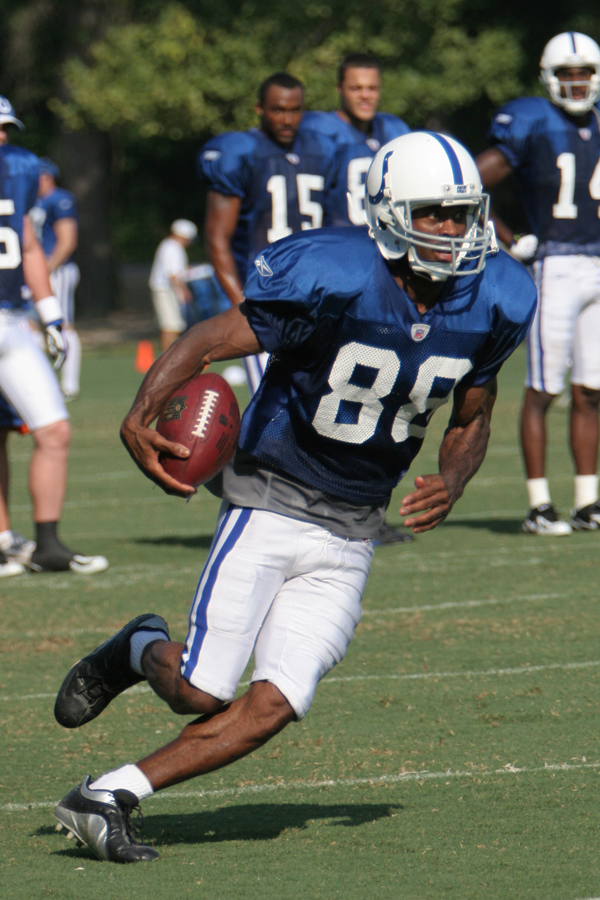
Marvin Harrison, wide receiver membro della Hall of Fame

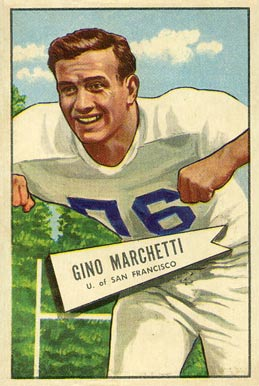
Gino Marchetti, defensive end membro della Hall of Fame

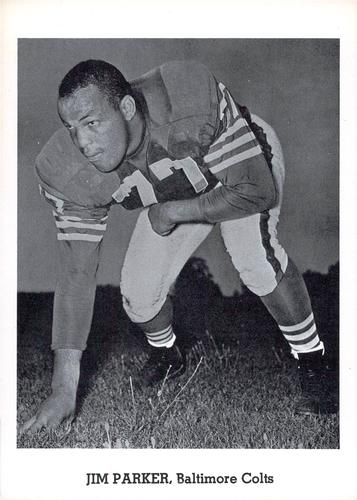
Jim Parker, offensive lineman membro della Hall of Fame

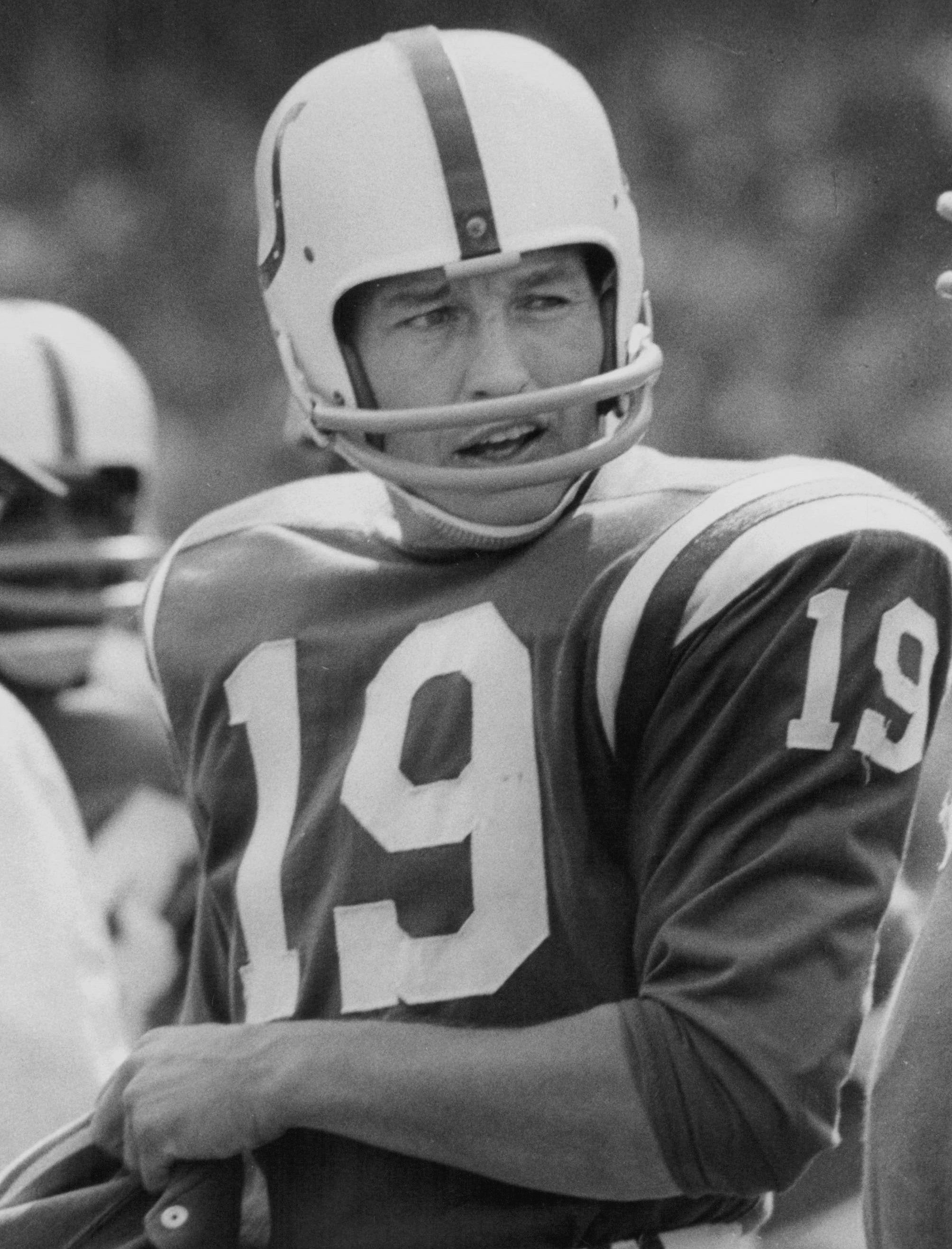
Johnny Unitas, quarterback membro della Hall of Fame.

| N. | Giocatore      | Ruolo | Anni coi Colts | Data del ritiro del numero |
| -- | -------------- | ----- | -------------- | -------------------------- |
| 18 | Peyton Manning | QB    | 1998–2011      | 8 ottobre 2017             |
| 19 | Johnny Unitas  | QB    | 1956–72        |                            |
| 22 | Buddy Young    | RB    | 1953–55        |                            |
| 24 | Lenny Moore    | HB    | 1956–67        |                            |
| 70 | Art Donovan    | DT    | 1953–61        | 1962                       |
| 77 | Jim Parker     | OL    | 1957–67        |                            |
| 82 | Raymond Berry  | WR    | 1955–67        |                            |
| 89 | Gino Marchetti | DE    | 1953–66        |                            |

### Membri della Pro Football Hall of Fame
Fino alla classe 2023, 15 giocatori e 5 membri dello staff sono stati inseriti nella Pro Football Hall of Fame.
| Baltimore/Indianapolis Colts nella Pro Football Hall of Fame |                |                            |           |           |                                                            |                                                            |                                                            |                                                            |                                                            |
| Giocatori                                                    |                |                            |           |           |                                                            |                                                            |                                                            |                                                            |                                                            |
| N.                                                           | Nome           | Ruolo                      | Stagioni  | Induzione | N.                                                         | Nome                                                       | Ruolo                                                      | Stagioni                                                   | Induzione                                                  |
| 82                                                           | Raymond Berry  | WR                         | 1955–1967 | 1973      | 96                                                         | Richard Dent                                               | DE                                                         | 1996                                                       | 2011                                                       |
| 29                                                           | Eric Dickerson | RB                         | 1987–1991 | 1999      | 70                                                         | Art Donovan                                                | DT                                                         | 1953–1961                                                  | 1968                                                       |
| 28                                                           | Marshall Faulk | RB                         | 1994–1998 | 2011      | 88                                                         | Marvin Harrison                                            | WR                                                         | 1996–2008                                                  | 2016                                                       |
| 83                                                           | Ted Hendricks  | LB                         | 1969–1973 | 1990      | 32                                                         | Edgerrin James                                             | RB                                                         | 1999–2005                                                  | 2020                                                       |
| 88                                                           | John Mackey    | TE                         | 1963–1971 | 1992      | 89                                                         | Gino Marchetti                                             | DE                                                         | 1953–1964 1966                                             | 1972                                                       |
| 18                                                           | Peyton Manning | QB                         | 1998–2011 | 2021      | 77                                                         | Jim Parker                                                 | OL                                                         | 1957–1967                                                  | 1973                                                       |
| 24                                                           | Lenny Moore    | HB                         | 1956–1967 | 1975      | 19                                                         | Johnny Unitas                                              | QB                                                         | 1956–1972                                                  | 1979                                                       |
| 34                                                           | Joe Perry      | FB                         | 1961–1962 | 1969      |                                                            |                                                            |                                                            |                                                            |                                                            |
| Allenatori e dirigenti                                       |                |                            |           |           |                                                            |                                                            |                                                            |                                                            |                                                            |
| Nome                                                         | Nome           | Ruolo                      | Stagioni  | Induzione | Note                                                       | Note                                                       | Note                                                       | Note                                                       | Note                                                       |
| Weeb Ewbank                                                  | Weeb Ewbank    | Allenatore                 | 1954–1962 | 1978      |                                                            |                                                            |                                                            |                                                            |                                                            |
| Mike McCormack                                               | Mike McCormack | Allenatore                 | 1980–1981 | 1984      | Indotto per la carriera da giocatore                       | Indotto per la carriera da giocatore                       | Indotto per la carriera da giocatore                       | Indotto per la carriera da giocatore                       | Indotto per la carriera da giocatore                       |
| Don Shula                                                    | Don Shula      | Allenatore                 | 1963–1969 | 1997      | Shula militò come defensive back per Baltimore (1953–1956) | Shula militò come defensive back per Baltimore (1953–1956) | Shula militò come defensive back per Baltimore (1953–1956) | Shula militò come defensive back per Baltimore (1953–1956) | Shula militò come defensive back per Baltimore (1953–1956) |
| Bill Polian                                                  | Bill Polian    | Presidente/General manager | 1998–2011 | 2015      |                                                            |                                                            |                                                            |                                                            |                                                            |
| Tony Dungy                                                   | Tony Dungy     | Allenatore                 | 2002–2008 | 2016      |                                                            |                                                            |                                                            |                                                            |                                                            |

### Premi individuali
| MVP della NFL |                |       |
| Anno          | Giocatore      | Ruolo |
| 1959          | Johnny Unitas  | QB    |
| 1964          | Johnny Unitas  | QB    |
| 1967          | Johnny Unitas  | QB    |
| 1968          | Earl Morrall   | QB    |
| 1976          | Bert Jones     | QB    |
| 2003          | Peyton Manning | QB    |
| 2004          | Peyton Manning | QB    |
| 2008          | Peyton Manning | QB    |
| 2009          | Peyton Manning | QB    |

| MVP del Super Bowl |                |       |
| SB                 | Giocatore      | Ruolo |
| XLI                | Peyton Manning | QB    |

| Difensore dell'anno |             |       |
| Anno                | Giocatore   | Ruolo |
| 2007                | Bob Sanders | S     |

| Giocatore offensivo dell'anno |                |       |
| Anno                          | Giocatore      | Ruolo |
| 1976                          | Bert Jones     | QB    |
| 2004                          | Peyton Manning | QB    |

| Miglior rookie offensivo |                |       |
| Anno                     | Giocatore      | Ruolo |
| 1994                     | Marshall Faulk | RB    |
| 1999                     | Edgerrin James | RB    |

| Miglior rookie difensivo |                      |       |
| Anno                     | Giocatore            | Ruolo |
| 1983                     | Vernon Leroy Maxwell | LB    |
| 1985                     | Duane Bickett        | LB    |
| 2018                     | Shaquille Leonard    | LB    |

| Comeback player of the year |             |       |
| Anno                        | Giocatore   | Ruolo |
| 2018                        | Andrew Luck | QB    |

### Record di franchigia
Carriera
| Record in carriera |                 |        |
| Categoria          | Giocatore       | Numero |
| Yard passate       | Peyton Manning  | 54.828 |
| TD passati         | Peyton Manning  | 399    |
| Yard ricevute      | Marvin Harrison | 14.580 |
| TD su ric.         | Marvin Harrison | 128    |
| Yard corse         | Edgerrin James  | 9.226  |
| TD su corsa        | Edgerrin James  | 64     |
| Placcaggi          | Duane Bickett   | 1.052  |
| Sack               | Robert Mathis   | 123    |
| Fumble forzati     | Robert Mathis   | 54     |
| Intercetti         | Bobby Boyd      | 57     |

Stagionali
| Record stagionali |                 |        |           |
| Categoria         | Giocatore       | Numero | Anno      |
| Yard passate      | Andrew Luck     | 4.761  | 2014      |
| TD passati        | Peyton Manning  | 49     | 2004      |
| Yard ricevute     | Marvin Harrison | 1.722  | 2002      |
| TD su ric.        | Marvin Harrison | 15     | 2001 2004 |
| Yard corse        | Jonathan Taylor | 1.811  | 2021      |
| TD su corsa       | Jonathan Taylor | 18     | 2021      |
| Placcaggi         | Zaire Franklin  | 179    | 2023      |
| Sack              | Robert Mathis   | 19,5   | 2013      |
| Fumble forzati    | Dwight Freeney  | 9      | 2002      |
| Intercetti        | Tom Keane       | 11     | 1953      |

Fonte:

## Staff

### Allenatori
| Legenda | Legenda                                                      |
| ------- | ------------------------------------------------------------ |
| PA      | Partite allenate                                             |
| V       | Vittorie                                                     |
| S       | Sconfitte                                                    |
| P       | Pareggio                                                     |
| V%      | Percentuale di vittorie                                      |
|         | Ha trascorso l'intera sua carriera da allenatore con i Colts |
|         | Eletto nella Pro Football Hall of Fame                       |

Note: Statistiche aggiornate a fine stagione 2022.
| Num.               | Nome                   | Stagione/i    | PA                | V                 | S                 | P                 | V%                | PA      | V       | S       | Successi                                 | Note |
| Num.               | Nome                   | Stagione/i    | Stagione regolare | Stagione regolare | Stagione regolare | Stagione regolare | Stagione regolare | Playoff | Playoff | Playoff | Successi                                 | Note |
| ------------------ | ---------------------- | ------------- | ----------------- | ----------------- | ----------------- | ----------------- | ----------------- | ------- | ------- | ------- | ---------------------------------------- | ---- |
| Baltimore Colts    |                        |               |                   |                   |                   |                   |                   |         |         |         |                                          |      |
| 1                  | Keith Molesworth       | 1953          | 12                | 3                 | 9                 | 0                 | .250              | –       | –       | –       |                                          |      |
| 2                  | Weeb Ewbank            | 1954–1962     | 112               | 59                | 52                | 1                 | .531              | 2       | 2       | 0       | NFL Coach of the year (1958)             |      |
| 3                  | Don Shula              | 1963–1969     | 98                | 71                | 23                | 4                 | .745              | 5       | 2       | 3       | NFL Coach of the year (1964, 1967, 1968) |      |
| 4                  | Don McCafferty         | 1970–1972     | 33                | 22                | 10                | 1                 | .682              | 5       | 4       | 1       | Vince Super Bowl V                       |      |
| 5                  | John Sandusky          | 1972          | 9                 | 4                 | 5                 | 0                 | .444              | –       | –       | –       |                                          |      |
| 6                  | Howard Schnellenberger | 1973–1974     | 17                | 4                 | 13                | 0                 | .235              | –       | –       | –       |                                          |      |
| 7                  | Joe Thomas             | 1974          | 11                | 2                 | 9                 | 0                 | .182              | –       | –       | –       |                                          |      |
| 8                  | Ted Marchibroda        | 1975–1979     | 74                | 41                | 33                | 0                 | .554              | 3       | 0       | 3       | NFL Coach of the year (1975)             |      |
| 9                  | Mike McCormack         | 1980–1981     | 32                | 9                 | 23                | 0                 | .281              | –       | –       | –       |                                          |      |
| 10                 | Frank Kush             | 1982–1983     | 25                | 7                 | 17                | 1                 | .300              | –       | –       | –       |                                          |      |
| Indianapolis Colts |                        |               |                   |                   |                   |                   |                   |         |         |         |                                          |      |
| —                  | Frank Kush             | 1984          | 15                | 4                 | 11                | 0                 | .267              | –       | –       | –       |                                          |      |
| 11                 | Hal Hunter             | 1984          | 1                 | 0                 | 1                 | 0                 | .000              | –       | –       | –       |                                          |      |
| 12                 | Rod Dowhower           | 1985–1986     | 29                | 5                 | 24                | 0                 | .172              | –       | –       | –       |                                          |      |
| 13                 | Ron Meyer              | 1986–1991     | 71                | 36                | 35                | 0                 | .507              | 2       | 0       | 2       |                                          |      |
| 14                 | Rick Venturi           | 1991          | 11                | 1                 | 10                | 0                 | .091              | –       | –       | –       |                                          |      |
| —                  | Ted Marchibroda        | 1992–1995     | 64                | 30                | 34                | 0                 | .469              | 3       | 2       | 1       |                                          |      |
| 15                 | Lindy Infante          | 1996–1997     | 32                | 12                | 20                | 0                 | .375              | 1       | 0       | 1       |                                          |      |
| 16                 | Jim Mora               | 1998–2001     | 64                | 32                | 32                | 0                 | .500              | 2       | 0       | 2       |                                          |      |
| 17                 | Tony Dungy             | 2002–2008     | 112               | 85                | 27                | 0                 | .759              | 13      | 7       | 6       | Vince Super Bowl XLI                     |      |
| 18                 | Jim Caldwell           | 2009–2011     | 48                | 26                | 22                | 0                 | .542              | 4       | 2       | 2       |                                          |      |
| 19                 | Chuck Pagano           | 2012–2017     | 96                | 53                | 43                | 0                 | .552              | 6       | 3       | 3       |                                          |      |
| 20                 | Frank Reich            | 2018–2022     | 74                | 40                | 33                | 1                 | .547              | 3       | 1       | 2       |                                          |      |
| 21                 | Jeff Saturday          | 2022          | 8                 | 1                 | 7                 | 0                 | .125              | –       | –       | –       |                                          |      |
| 21                 | Shane Steichen         | 2023–presente | 17                | 9                 | 8                 | 0                 | .529              | –       | –       | –       |                                          |      |

### Staff attuale
| Staff degli Indianapolis Colts |
| --- |
| Organi dirigenziali - Proprietario – Carlie Irsay-Gordon (e Casey Foyt e Kalen Jackson) - General manager – Chris Ballard - Assistente del general manager – Ed Dodds - Direttore dell'organico giocatori – Kevin Rogers Jr. - Direttore sportivo – Mike Bluem - Direttore del personale – Morocco Brown - Direttore degli osservatori del college – Matt Terpening - Direttore dello scouting professionale – Jon Shaw - Assistente del direttore degli osservatori del college – Jamie Moore - Osservatore senior – Todd Vasvari - Direttore dell'analitica sportiva – Greg Starek Capo allenatore - Capo-allenatore – Shane Steichen - Assistente al capo-allenatore – T.J. Ingels Altri allenatori - Preparatore atletico – Richard Howell - Scienze motorie/preparazione atletica – Doug McKenney - Assistente p.a. – Zane Fakes Allenatori dell'attacco - Coordinatore offensivo – Jim Cooter - Quarterback – Cam Turner - Running back – DeAndre Smith - Wide receiver – Reggie Wayne - Tight end – Tom Manning - Offensive line – Tony Sparano Jr. - Assistente offensive line – Chris Watt - Controllo qualità dell'attacco – Brian Bratton - Coordinatore del gioco su passaggi – Alex Tanney Allenatori della difesa - Coordinatore difensivo – Gus Bradley - Defensive line – Charlie Partridge - Assistente defensive line – Matt Raich - Linebacker – Richard Smith - Assistente linebacker – Cato June - Defensive back – Ron Milus - Assistente defensive back – Justin Hamilton - Controllo qualità della difesa – Brent Jackson Allenatori dello special team - Coordinatore dello special team – Brian Mason - Assistente dello special team – Joe Hastings |

## Statistiche

### Risultati stagione per stagione
| Cronistoria degli Indianapolis Colts (ultime 5 stagioni) | Cronistoria degli Indianapolis Colts (ultime 5 stagioni) | Cronistoria degli Indianapolis Colts (ultime 5 stagioni) | Cronistoria degli Indianapolis Colts (ultime 5 stagioni) | Cronistoria degli Indianapolis Colts (ultime 5 stagioni) | Cronistoria degli Indianapolis Colts (ultime 5 stagioni) | Cronistoria degli Indianapolis Colts (ultime 5 stagioni) | Cronistoria degli Indianapolis Colts (ultime 5 stagioni) | Cronistoria degli Indianapolis Colts (ultime 5 stagioni) | Cronistoria degli Indianapolis Colts (ultime 5 stagioni) | Cronistoria degli Indianapolis Colts (ultime 5 stagioni) |                              |
| Stagione di lega                                         | Stagione di squadra                                      | Lega                                                     | Conference                                               | Division                                                 | Stagione regolare                                        | Stagione regolare                                        | Stagione regolare                                        | Stagione regolare                                        | Play-off                                                 | Premi individuali                                        |                              |
| Stagione di lega                                         | Stagione di squadra                                      | Lega                                                     | Conference                                               | Division                                                 | Pos.                                                     | V                                                        | S                                                        | P                                                        | Play-off                                                 | Premi individuali                                        |                              |
| -------------------------------------------------------- | -------------------------------------------------------- | -------------------------------------------------------- | -------------------------------------------------------- | -------------------------------------------------------- | -------------------------------------------------------- | -------------------------------------------------------- | -------------------------------------------------------- | -------------------------------------------------------- | -------------------------------------------------------- | -------------------------------------------------------- | ---------------------------- |
| 2019                                                     | 2019                                                     | NFL                                                      | AFC                                                      | South                                                    | 3                                                        | 7                                                        | 9                                                        | 0                                                        | non disputati                                            |                                                          |                              |
| 2020                                                     | 2020                                                     | NFL                                                      | AFC                                                      | South                                                    | 2                                                        | 11                                                       | 5                                                        | 0                                                        | S Wild Card Game (at Bills) 24–27                        |                                                          |                              |
| 2021                                                     | 2021                                                     | NFL                                                      | AFC                                                      | South                                                    | 2                                                        | 9                                                        | 8                                                        | 0                                                        | non disputati                                            |                                                          |                              |
| 2022                                                     | 2022                                                     | NFL                                                      | AFC                                                      | South                                                    | 3                                                        | 4                                                        | 12                                                       | 1                                                        | non disputati                                            |                                                          |                              |
| 2023                                                     | 2023                                                     | NFL                                                      | AFC                                                      | South                                                    | 3                                                        | 9                                                        | 8                                                        | 0                                                        | non disputati                                            |                                                          |                              |
| Totale                                                   | Totale                                                   | Totale                                                   | Totale                                                   | Totale                                                   | Totale                                                   | 40                                                       | 42                                                       | 1                                                        | Record di stagione regolare                              | Record di stagione regolare                              | Record di stagione regolare  |
| Totale                                                   | Totale                                                   | Totale                                                   | Totale                                                   | Totale                                                   | Totale                                                   | 0                                                        | 1                                                        |                                                          | Record dei play-off                                      | Record dei play-off                                      | Record dei play-off          |
| Totale                                                   | Totale                                                   | Totale                                                   | Totale                                                   | Totale                                                   | Totale                                                   | 40                                                       | 43                                                       | 1                                                        | Stagione regolare e play-off                             | Stagione regolare e play-off                             | Stagione regolare e play-off |

Legenda
- Vittoria nel Super Bowl (dal 1966)
- Vittoria nella lega (1920-1969)
- Vittoria nella Conference

- Vittoria nella Division
- Qualificazione al Wild Card Game (dal 1978)
- V = Vittorie

- S = Sconfitte
- P = Pareggi
- T = Posizione a pari merito